# آل أبو سباع (وادي الدواسر)
آل أبو سباع، هي قرية من فئة (أ) تقع في محافظة وادي الدواسر، والتابعة لمنطقة الرياض في السعودية. وتبعد آل أبو سباع عن محافظة وادي الدواسر بمسافة تقارب () كم.